# Frank J. Zamboni
Frank Joseph Zamboni, Jr. (* 16. Januar 1901 in Eureka, Utah; † 27. Juli 1988) war ein US-amerikanischer Erfinder und Unternehmer. Er gilt als Erfinder der Eisbearbeitungsmaschine und gründete das Unternehmen Frank J. Zamboni & Co. Inc.

## Jugend
Seine Eltern, die italienische Immigranten waren, kauften eine Farm in Pocatello, Idaho, wo er aufwuchs. 1920 zog er mit seinen Eltern nach Los Angeles, wo sein älterer Bruder George eine Autowerkstatt betrieb.

## Berufliche Laufbahn
Nachdem er die Handelsschule in Chicago beendet hatte, eröffnete er 1922 zusammen mit seinem jüngeren Bruder Lawrence einen Elektroladen in Los Angeles, Paramount. 1927 nahm er eine Anlage zur Produktion von Eisblöcken hinzu. Als elektrische Kühlschränke aufkamen, verkaufte er 1939 das Eisblock-Geschäft.

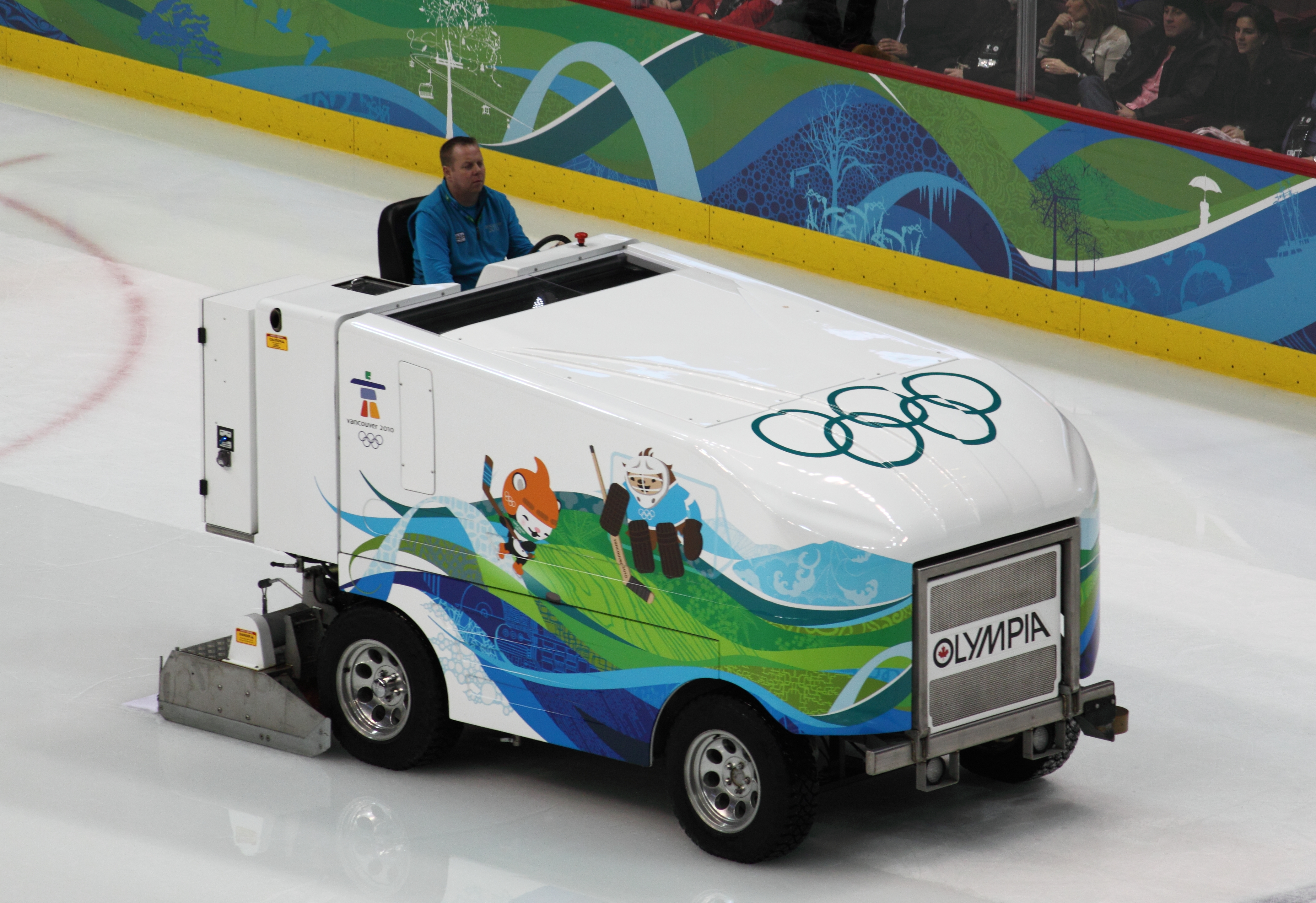
Zambonis wichtigste Erfindung – die Eisbearbeitungsmaschine

Zusammen mit seinem Bruder und einem Cousin baute er in Paramount, Südkalifornien, nahe seiner Fabrik die Eisbahn „Iceland Skating Rink“. Im folgenden Jahr wurde die Anlage, die Platz für 800 Läufer bot, überdacht. Die riesige Eisfläche musste mehrmals pro Tag präpariert werden. Ein Kratzer wurde hinter einem Traktor hergezogen und drei bis vier Arbeiter mussten das abgekratzte Eis wegwischen und die Fläche neu bewässern. 90 Minuten waren dafür erforderlich.
Von 1947 bis 1952 konstruierte Zamboni in zahlreichen Versuchen einen Wassertank auf einer Jeep-Karosserie und entwickelte daraus eine moderne, von einem Fahrer gesteuerte Eisbearbeitungsmaschine, die zum Verkaufsschlager und als Zamboni zum Gattungsnamen für diese Art Maschine wurde.

## Privatleben
Zamboni heiratete 1923. Aus der Ehe gingen drei Kinder hervor.

## Ehrung
2009 wurde Zamboni vom US-amerikanischen Hockeyverband postum in die US Hockey Hall of Fame aufgenommen.
Im Computerspiel Pflanzen gegen Zombies (Plants vs. Zombies) gibt es eine Spielfigur, den Zomboni, einen Zombie, der eine Eisbearbeitungsmaschine mit einem großen Z auf der Motorhaube fährt. Im Pflanzen- und Zombielexikon im Spiel wird auf die Genehmigung durch die Firma Zamboni und auf deren Website hingewiesen.
2013 wurde zu Zambonis 112. Geburtstag von Google ein interaktives Doodle erstellt, in dem man mit einer Eismaschine das Eis, welches von Eisläufern, Eishockeyspielern und Eiskunstläufern befahren wurde, glätten muss.